# Кадорин, Гвидо

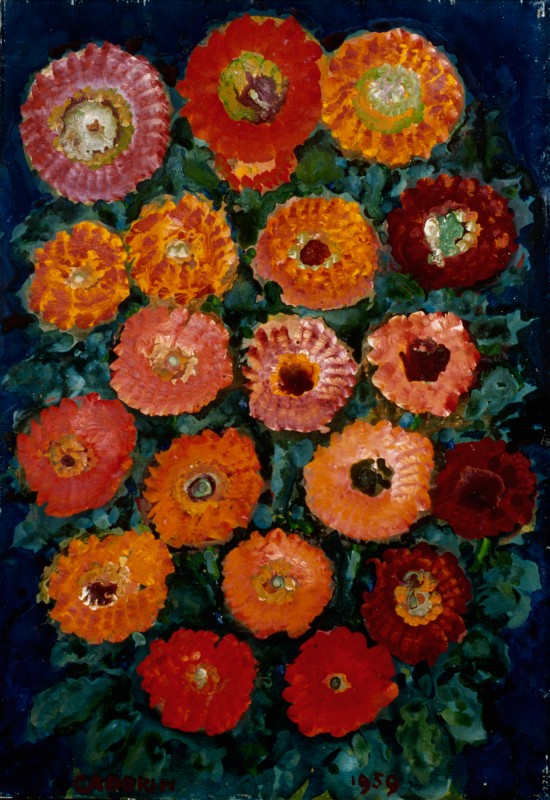
Zinie, 1959. Коллекция искусств Фондационе Карипло

Гвидо Кадорин (итал. Guido Cadorin, 1892, Венеция — 1976, Венеция) — итальянский художник-символист.
Г. Кадорин был одиннадцатым сыном в одной из старейших фамилий венецианских художников. Учился у живописца Чезаре Лоренти. На предложение Т. Маринетти примкнуть к футуристам Кадорин ответил отказом. В 1915 году организуется выставка работ художника в Риме. Впоследствии порывает с символизмом. Часто выставлялся в Италии и за её пределами: в 1923 году выставка в Милане, в 1924 — в Амстердаме и в Роттердаме, в 1925 — в Нью-Йорке, в 1930 — в Брюсселе. В 1934, 1938 и в 1942 годах Кадорин участвовал в венецианских биеннале. С 1928 года он преподавал в Академии Венеции, с 1936 года возглавлял там кафедру живописи.